# Bomolocha dicialis
Bomolocha dicialis là một loài bướm đêm trong họ Noctuidae.